# William George Maton
Pour les articles homonymes, voir Maton.
 (novembre 2019).
Si vous disposez d'ouvrages ou d'articles de référence ou si vous connaissez des sites web de qualité traitant du thème abordé ici, merci de compléter l'article en donnant les références utiles à sa vérifiabilité et en les liant à la section « Notes et références ».
William George Maton est un médecin et un naturaliste britannique, né le 31 janvier 1774 à Salisbury et mort le 30 mars 1835 à Spring Gardens.

## Biographie
Son père est un marchand de vin réputé. Passionné très tôt par la nature, à dix ans il attire l’attention du révérend Thomas Rackett (1756-1840). Il rencontre bientôt Charles Hatchett (1765-1847), futur chimiste, avec lequel il nouera une amitié qui durera toute leur vie. C’est grâce à lui que Maton rencontre le docteur Richard Pulteney (1730-1801), qui le persuade d’abandonner l’idée d’entrer dans les ordres pour devenir médecin.
Il entre au Queen's College d’Oxford en juillet 1790. Il suit alors les cours des botanistes Aylmer Bourke Lambert (1761-1842) et John Sibthorp (1758-1796) et devient l’assistant de ce dernier. Il l’accompagne durant ses herborisations qui permettront à Sibthorp de faire paraître sa Flora Oxoniensis.
Maton devient membre de la Société linnéenne de Londres le 18 mars 1794 à seulement 21 ans. Il y noue une relation d’amitié avec le botaniste Sir James Edward Smith (1759-1828). Il s’intéresse aux coquillages et c’est d’ailleurs sur ce sujet qu’il présente sa première communication dans les comptes-rendus de la Société l’année même de son admission. Celle-ci sera suivie de bien d’autres, toujours sur les mollusques actuels ou fossiles. Il s’intéresse aussi à l’histoire et est l’un des premiers à donner une étude précise de Stonehenge.
Une fois son titre de docteur en médecine obtenu, il entre au Westminster Hospital sous la direction de Sir Alexander Crichton (1763-1856). La famille royale séjournant à Gloucester Lodge, l’une des princesses s’intéressant à la botanique découvre une herbe qu’elle ne connaissait pas, Calamagrostis epigejos (L.) Roth, 1788. On mentionne alors à la reine, Charlotte-Sophie de Mecklembourg-Strelitz (1744-1818), le Dr Maton. C’est ainsi qu’il est présenté à la cour. Il devient quelques années plus tard le médecin extraordinaire de la reine Charlotte mais aussi son confident.
En 1801, il hérite de la riche bibliothèque de son ami, le docteur Pulteney, et Maton conçoit quelques années plus tard, en 1805, le plan de son ouvrage A General View of the Writings of Linnæus. En 1809, l’exercice privé de la médecine l’occupe tant que Maton doit quitter ses fonctions au Westminster Hospital.
Il fait paraître des articles de médecines dans les principales revues de son temps comme Medical Transactions of the Royal College of Physicians of London ou The London Medical and Physical Journal.
Son père meurt en 1816 criblé de dettes, environ 20 000 guinées, que son fils rembourse en 1827.